# داريو دوميتش
داريو دوميتش (بالدنماركية: Dario Dumić) مواليد 30 يناير 1992 في سراييفو، جمهورية يوغوسلافيا الاشتراكية الاتحادية، هو لاعب كرة قدم دانمركي. يلعب كمدافع. مثّل منتخب الدنمارك لكرة القدم.

## المسيرة الاحترافية

### أندية لعب لها
- نورويتش سيتي
- نادي بروندبي
- إن إي سي نيميخن
- نادي أوترخت
- دينامو دريسدن

## روابط خارجية
- داريو دوميتش على موقع الاتحاد الأوربي (الإنجليزية)
- داريو دوميتش على موقع قاعدة بيانات كرة القدم.إي يو (الإنجليزية)
- داريو دوميتش على موقع ناشيونال فوتبول تيمز (الإنجليزية)
- داريو دوميتش على موقع Soccerbase.com (لاعب) (الإنجليزية)
- داريو دوميتش على موقع Soccerway.com (الإنجليزية)
- داريو دوميتش على موقع عالم كرة القدم.نت (الإنجليزية)